# Apșa de Mijloc, Rahău
Apșa de Mijloc (în ucraineană Середнє Водяне (Seredne Vodiane), în maghiară Kösépapsa) este o localitate din Ucraina din dreapta Tisei, în Maramureșul Istoric.
Localitatea este atestată documentar din anul 1406. Populația este preponderent românească. În anul 2001, populația localității era de 6.781 locuitori, din care 6.768 români (97,5%) .
Prima școală în limba română a fost înființată aici în 1789.

## Monumente istorice
- Biserica de lemn, construită în 1428.
- Biserica din deal cu hramul Sfântului Nicolae, construită în 1776.

Un anunț de presă dat de Departamentul comunicării publice a Președinției României, datat în antet 14 ianuarie 2006 și la sfârșit 14 ianuarie 2007, informează că în 14 ianuarie, Președintele României a avut în program și vizita la Biserica Maramureșeană din localitatea Apșa de Mijloc 
.

## Demografie
Componența lingvistică a localității Apșa de Mijloc
     Română (98,62%)
     Alte limbi (1,17%)
Conform recensământului din 2001, majoritatea populației localității Apșa de Mijloc era vorbitoare de română (98,62%), existând în minoritate și vorbitori de alte limbi.

## Personalități
- Ioan Mihaly de Apșa
- Mihail Pop